# Tatiana Doronina
Pour les articles homonymes, voir Doronina.
Tatiana Vassilievna Doronina (en russe : Татьяна Васильевна Доронина), née le 12 septembre 1933 à Léningrad en Union soviétique, est une actrice russe.

## Filmographie
- 1959 : Des soldats marchaient : Khrista
- 1961 : L'Horizon de Iossif Kheifitz
- 1965 : Cité ouvrière de Vladimir Vengerov
- 1966 : La Grande Sœur (Старшая сестра) de Gueorgui Natanson : Nadia
- 1967 : Trois Peupliers dans la rue Pliouchtchikha de Tatiana Lioznova
- 1968 : Echtchio raz pro lioubov de Gueorgui Natanson
- 1973 : La Belle-mère de Oleg Bondariov

## Récompenses et nominations

### Récompenses
- 1981 : Artiste du peuple de l'URSS